# A Semana
A Semana és un diari setmanal de Cap Verd que cobreix les notícies principals de l'arxipèlag i històries locals. A Setmana té la seu a la ciutat capital de Cap Verd, Praia i és un dels diaris de més circulació a Cap Verd. Va ser fundat el 1991.

## Informació
A Semana també informa sobre esports, el temps, negocis i entreteniment. A Semana compta amb una secció especial anomenada "Kriolidadi" o "Kriolidade"; dedicada a l'entreteniment i la cultura capverdiana, també té circulació setmanal. La primera pàgina es visualitza a la part superior esquerra de la pàgina principal. Les notícies i fotos d' A Setmana es poden consultar asemana.publ.cv online des de 2006, mentre que Kriolidadi és assequible en format pdf amb informació i històries. La secció esquerra de la pàgina d'inici compta amb notícies de Cap Verd i les seves illes habitades i del món, esports i el temps de ciutats d'arreu del món.

## Editors
- Sanny Fonseca